# Torre Santa Susanna
Torre Santa Susanna é uma comuna italiana da região da Puglia, província de Brindisi, com cerca de 10.640 habitantes. Estende-se por uma área de 55 km², tendo uma densidade populacional de 193 hab/km². Faz fronteira com Erchie, Mesagne, Oria, San Pancrazio Salentino.

## Demografia
| Variação demográfica do município entre 1861 e 2011                               |
|                                                                                   |
| Fonte: Istituto Nazionale di Statistica (ISTAT) - Elaboração gráfica da Wikipedia |